# Corynesporopsis indica
Corynesporopsis indica är en svampart som beskrevs av P.M. Kirk 1983. Corynesporopsis indica ingår i släktet Corynesporopsis, divisionen sporsäcksvampar och riket svampar.   Inga underarter finns listade i Catalogue of Life.